# Coria del Río
Coria del Río è un comune spagnolo di 30 657 abitanti situato vicino a Siviglia, sulle rive del fiume Guadalquivir, nella comunità autonoma dell'Andalusia.

## Storia

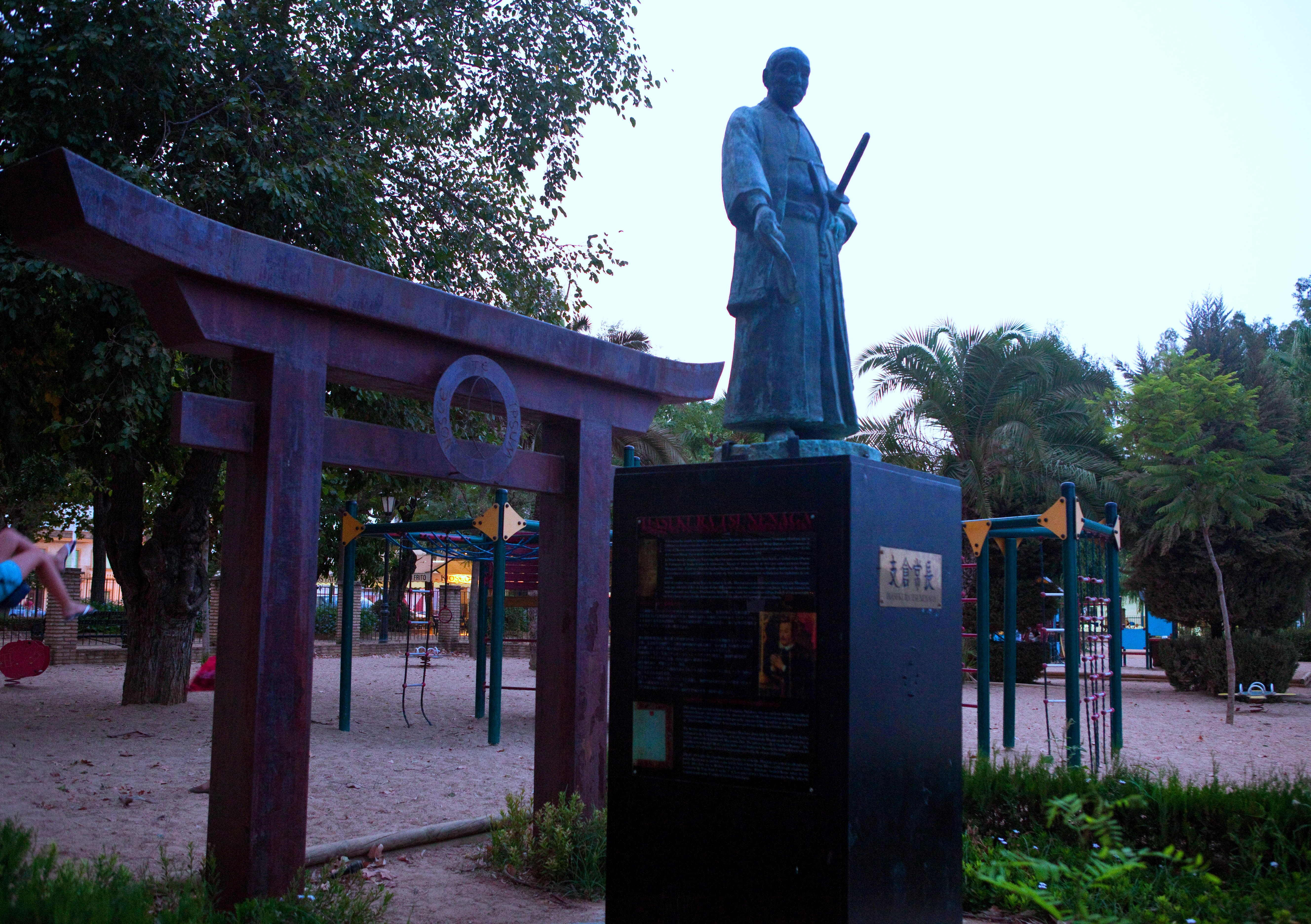
Il torii e la statua di Hasekura Tsunenaga a Coria del Rio

Nei primi anni del XVII secolo, il daimyō Date Masamune di Sendai inviò in Europa una delegazione guidata da Hasekura Tsunenaga (1571-1622). Nel 1613, Hasekura e i delegati si recarono in visita presso la corte spagnola di re Filippo III e al Vaticano. Venne istituita un'ambasciata e sei samurai rimasero in Spagna. Circa 650 dei 24 000 abitanti di Coria, come riportato nel 2003, usano il cognome Japón (originariamente Hasekura de Japón), il che li rende identificabili come discendenti diretti dei primi ambasciatori ufficiali nipponici in Spagna. Il cognome fece la sua prima apparizione in un documento ufficiale nel 1646. In alcuni dei bambini nati nella città è riscontrabile la macchia mongolica, comune negli asiatici.

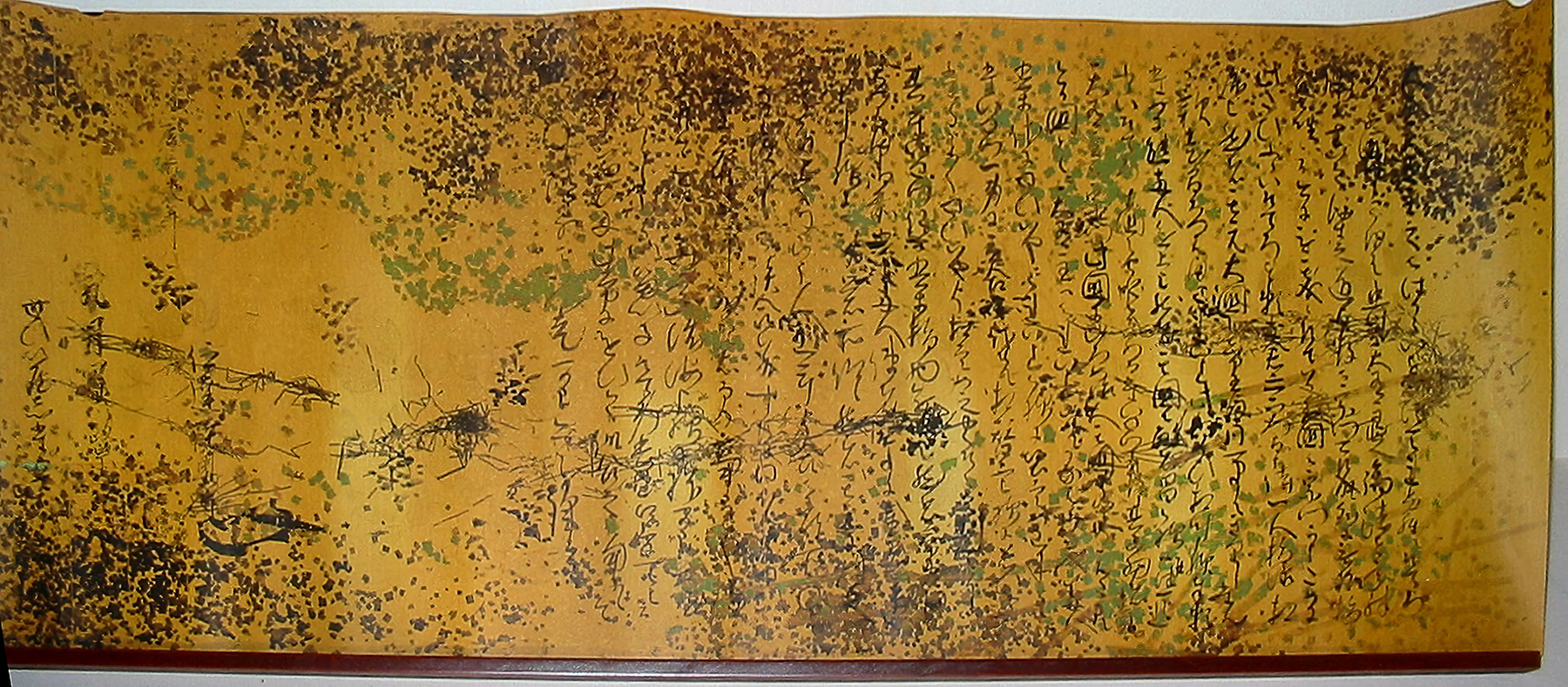
Lettera storica della prima ambasciata giapponese in Spagna, inviata dal daimyō Date Masamune di Sendai e conservata nel Municipio di Siviglia.

Nel 1992 il Giappone ha donato alla città una statua raffigurante Hasekura Tsunenaga, che si erge a guardia del fiume.

## Sport
La squadra calcistica Coria CF è originaria di Coria del Río.

## Geografia fisica
È bagnata dal Guadalquivir. Nel territorio comunale scorre anche il Guadaíra.

## Amministrazione

### Gemellaggi
Coria del Río è gemellata con:
- Sendai[3]
- Coria